# Finlands riksdag
Finlands riksdag (finska: Suomen eduskunta), riksdagen, är Finlands lagstiftande församling och enligt grundlagen folkets företrädare. Riksdagen består av en enda kammare med 200 ledamöter, som väljs genom allmänna och direkta val vart fjärde år.
Riksdagen ansvarar för att stifta lagar, besluta om skatt till staten och bestämma hur statens medel ska användas. Besluten bereds i riksdagens utskott, som är sjutton stycken och indelade efter politikområden. Riksdagen utövar även parlamentarisk kontrollmakt över statsrådet (Finlands regering), med möjligheten att avsätta den genom en misstroendeförklaring. En ny statsminister kan inte tillträda utan att först ha godkänts av riksdagen. Ett godkännande kräver mer än hälften av de avgivna rösterna. Riksdagen kan upplösas av presidenten på initiativ av statsministern.
Riksdagen leds av en talman, som sedan den 21 juni 2023 är Jussi Halla-aho (Sannf.). Ledamöterna är organiserade i olika partigrupper efter politiskt parti. De utses genom direkta val; det senaste ägde rum den 2 april 2023 och nästa ordinarie val är planerat till den 18 april 2027. Riksdagen har sitt säte i Riksdagshuset i Helsingfors.

## Namn
Riksdagens finska namn, eduskunta, betyder egentligen ”församling av representanter”. Det finska ordet skapades i samband med 1906 års lantdagsordning, medan man på svenska valde att bevara det gamla ordet lantdagen som i och med Finlands självständighet och 1919 års regeringsform ändrades till riksdagen. Däremot används det ord som skulle vara en direkt finsk översättning av ordet riksdag, valtiopäivät, i betydelsen "riksmöte" (riksdagens årliga arbetsperiod).

## Historia
När Finland 1809 hade erövrats från Sverige av Kejsardömet Ryssland – men innan Sverige hade avträtt Storfurstendömet Finland till Ryssland i freden i Fredrikshamn den 17 september 1809 – kallade tsar Alexander I de finska ledamöterna i Sveriges riksdag till en lantdag i Borgå, enligt de regler som gällde för den svenska ståndsriksdagen. På lantdagen svor ständerna tsaren trohet (vilket kunde ses som en landsförrädisk handling, eftersom de fortfarande var svenska undersåtar), medan tsaren i sin tur lovade att Finland skulle få behålla sina lagar (de gustavianska grundlagarna), sin religion (luthersk, i Ryssland ortodox) och sitt språk (svenska). Åbo blev det nya storfurstendömets huvudstad. Inom kort flyttade dock huvudstaden från Åbo till Helsingfors, som var närmare Ryssland och Sankt Petersburg medan Åbo hade för nära kontakter med Sverige.
Största delen av den ryska tiden hade Finland en ståndslantdag. Genom 1906 års lantdagsordning infördes allmän och lika rösträtt (först i Europa för kvinnor) och ståndslantdagen blev en enkammarlantdag. Genom 1919 års regeringsform kom begreppet riksdag att ersätta lantdag.
Mellan 1910 och 1930 sammanträdde lantdagen och riksdagen i det numera rivna Heimolahuset i Helsingfors. Det nuvarande riksdagshuset invigdes 1931. Under vinterkriget sammanträdde riksdagen i en skolbyggnad i Kauhajoki i Södra Österbotten.
År 2010 ändrades vallagen så, att riksdagsval hålls den tredje söndagen i april månad; tidigare hade det skett på den tredje söndagen i mars.

## Språk
I grundlagen stadgas att lagarna stiftas och publiceras på finska och svenska (79 §). I grundlagen finns också bestämmelser om språket i själva riksdagsarbetet (51 §):
| ” | I riksdagsarbetet används finska eller svenska. De handlingar som behövs för att ett ärende skall tas upp i riksdagen skall regeringen och andra myndigheter överlämna på finska och svenska. Riksdagens svar och skrivelser, utskottens betänkanden och utlåtanden samt talmanskonferensens skriftliga förslag skall likaså avfattas på finska och svenska. | „ |

Närmare bestämmelser finns i riksdagens arbetsordning (76 § i arbetsordningen som gäller 2009), där det stadgas att den finska texten ligger till grund för behandlingen i riksdagen samt om vilka dokument som skall översättas, vilka meddelanden som ska ges på båda språken och hur anföranden ska tolkas.

## Ledamöternas ställning
Riksdagsledamöterna är oberoende: ”Varje riksdagsledamot är skyldig att i sitt uppdrag handla som rätt och sanning bjuder. Ledamoten skall därvid iaktta grundlagen och är inte bunden av andra bestämmelser.” I praktiken fattas dock ofta gruppbeslut av de partibaserade riksdagsgrupperna.
En ledamot kan inte åklagas för åsikter som yttrats i riksdagen annat än genom riksdagens beslut med fem sjättedelars majoritet, och inte anhållas eller häktas före rättegång annat än för brott som ger minst ett halvt års fängelse (varvid riksdagens talman genast skall underrättas). Jävbestämmelserna är lindrigare än för tjänstemän. En ledamot kan mista sitt uppdrag enligt beslut av riksdagen med två tredjedelars majoritet om personen väsentligt har försummat uppdraget eller har dömts till fängelse för uppsåtligt brott eller valbrott.

## Mandatfördelning
| Parti                             | 1966 | 1970 | 1972 | 1975 | 1979 | 1983 | 1987 | 1991 | 1995 | 1999 | 2003 | 2007 | 2011 | 2015 | 2019 | 2023 |
| --------------------------------- | ---- | ---- | ---- | ---- | ---- | ---- | ---- | ---- | ---- | ---- | ---- | ---- | ---- | ---- | ---- | ---- |
| Centern                           | 49   | 36   | 35   | 39   | 36   | 38   | 40   | 55   | 44   | 48   | 55   | 51   | 35   | 49   | 31   | 23   |
| Samlingspartiet                   | 26   | 37   | 34   | 35   | 47   | 44   | 53   | 40   | 39   | 46   | 40   | 50   | 44   | 37   | 38   | 48   |
| SDP                               | 55   | 52   | 55   | 54   | 52   | 57   | 56   | 48   | 63   | 51   | 53   | 45   | 42   | 34   | 40   | 43   |
| DFFF, från 1991 Vänsterförbundet  | 41   | 36   | 37   | 40   | 35   | 26   | 20   | 19   | 22   | 20   | 19   | 17   | 14   | 12   | 16   | 11   |
| Gröna förbundet                   | -    | -    | -    | -    | -    | -    | (4)  | 10   | 9    | 11   | 14   | 15   | 10   | 15   | 20   | 13   |
| SFP                               | 11   | 11   | 9    | 9    | 9    | 10   | 12   | 11   | 11   | 11   | 8    | 9    | 9    | 9    | 9    | 9    |
| FKF, från 2001 Kristdemokraterna  | 0    | 1    | 4    | 9    | 9    | 3    | 5    | 8    | 7    | 10   | 7    | 7    | 6    | 5    | 5    | 5    |
| FLP, från år 1995 Sannfinländarna | 1    | 18   | 18   | 2    | 7    | 17   | 9    | 7    | 1    | 1    | 3    | 5    | 39   | 38   | 39   | 46   |
| LFP                               | 9    | 8    | 7    | 9    | 4    | 0    | 0    | 1    | 0    | 0    | 0    | 0    | 0    | 0    | -    | -    |
| ASSF                              | 7    | 0    | 0    | -    | -    | -    | -    | -    | -    | -    | -    | -    | -    | -    | -    | -    |
| Ålands riksdagsledamot            | 1    | 1    | 1    | 1    | 1    | 1    | 1    | 1    | 1    | 1    | 1    | 1    | 1    | 1    | 1    | 1    |
| Övriga                            | 0    | 0    | 0    | 2    | 0    | 4    | 0    | 0    | 3    | 1    | 0    | 0    | 0    | 0    | 1    | 1    |
| Summa                             | 200  | 200  | 200  | 200  | 200  | 200  | 200  | 200  | 200  | 200  | 200  | 200  | 200  | 200  | 200  | 200  |

| Källor: - Statistikcentralen 1995-2003, - Library of Congress Country Studies 1966-1987 - länk www.stat.fi - Statistikcentralen, valet 2011 |

### Förändring 2017
Sommaren 2017 splittrades Sannfinländarna och flera av dess ledamöter bildade i stället Blå riksdagsgruppen.